# Cayden Boyd
Cayden Michael Boyd (Bedford, 24 de maio de 1994) é um ator norte-americano.

## Biografia
Boyd nasceu em Bedford, Texas. Ele é irmão mais novo da também atriz Jenna Boyd. Ele participou de alguns filmes como Sexta-feira Muito Louca e Com a Bola Toda. Ele também fez o filho de Tim Robbins no filme Sobre Meninos e Lobos e apareceu na série Scrubs. Seu papel de maior destaque foi em As Aventuras de Sharkboy e Lavagirl em 3-D de 2005. Em 2006, ele fez o jovem "Warren Worthington III"/ Angel em X-Men: O Confronto Final.
Boyd vive em Los Angeles, Califórnia com seus pais e sua irmã, Jenna Boyd, que também é atriz.

## Filmografia
| Filmes    | Filmes                                     | Filmes                 | Filmes      |
| Ano       | Título                                     | Papel                  | Notas       |
| --------- | ------------------------------------------ | ---------------------- | ----------- |
| 2008      | Fireflies in the Garden                    | Michael Taylor (jovem) |             |
| 2007      | Have Dreams, Will Travel                   | Ben Reynolds           |             |
| 2006      | X-Men: O Confronto Final                   | Angel (jovem)          |             |
| 2005      | As Aventuras de Sharkboy e Lavagirl em 3-D | Max                    |             |
| 2004      | Com a Bola Toda                            | Timmy                  |             |
| 2004      | Envy                                       | Miller                 |             |
| 2003      | Exposed                                    | Jared                  |             |
| 2003      | Sexta-feira Muito Louca                    | Amigo de Harry         |             |
| 2003      | Sobre Meninos e Lobos                      | Michael Boyle          |             |
| 2002      | Fault                                      | Mark (jovem)           |             |
| Televisão |                                            |                        |             |
| Ano       | Título                                     | Papel                  | Notas       |
| 2010      | Past Life                                  | Noah Powell            | 1 episódio  |
| 2005      | Night Stalker                              | Ryan                   | 1 episódio  |
| 2005      | Close to Home                              | Sonny                  | 1 episódio  |
| 2005      | Cold Case                                  | Kyle Bream             | 1 episódio  |
| 2004      | Crossing Jordan                            | Kyle Moran             | 1 episódio  |
| 2004      | Century City                               | Timmy / Toby Clemens   | 2 episódios |
| 2002      | The King of Queens                         | Lil Jared              | 1 episódio  |
| 2002–2001 | Taina                                      | Josh / Garotinho       | 1 episódio  |
| 2001      | Scrubs                                     | Hummer                 | 1 episódio  |

## Prêmios e indicações
| Ano  | Resultado | Premiação           | Indicação                          | Título    |
| ---- | --------- | ------------------- | ---------------------------------- | --------- |
| 2003 | Indicado  | Young Artist Awards | Melhor Performance em um Comercial | McDonalds |